# August Finger (Rechtswissenschaftler)
August Anton Franz Finger (* 2. April 1858 in Lemberg in Galizien; † 2. September 1935 in Halle (Saale)) war ein österreichisch-deutscher Jurist und Universitätsprofessor in Prag, Würzburg und Halle.

## Leben
August Finger, ein Bruder des Dermatologen Ernest Finger war Sohn des Professors für Innere Medizin in Lemberg Josef Theodor Finger (1819–1899), verehelicht mit Friederike (1828–1909). Von 1876 bis 1880 absolvierte August Finger an der Karls-Universität Prag, der Universität Wien und der Universität Leipzig das Studium der Rechtswissenschaften. Er wurde Mitglied der Burschenschaft Carolina Prag, nach 1945 Akademische Burschenschaft Carolina zu Prag in München. Nach bestandenen Examen trat er in den österreichischen Gerichts- und Verwaltungsdienst ein. Nachdem er sich 1890 in Prag habilitiert hatte, gab er den Justizdienst auf und widmete sich nun ganz der Lehre und Forschung, insbesondere auf dem Gebiet des Strafrechts und der Rechtsphilosophie, die besonders zur damaligen Zeit eng miteinander verbunden waren. 1891 wurde er an der Deutschen Universität in Prag zum außerordentlichen Professor ernannt und erhielt 1894 das Ordinariat für Strafrecht. Über die Julius-Maximilians-Universität Würzburg im Jahr 1900 kam er 1902 nach der Martin-Luther-Universität Halle-Wittenberg, wo er bis zu seiner Emeritierung 1926 den Lehrstuhl für Strafrecht einschließlich Strafprozess, Völkerrecht und Staatsrecht innehatte.

## Wirken
August Finger sah sich mitten in die großen Auseinandersetzungen um Rechtsgrund und Zweck des Strafrechts, in den Streit zwischen der sogenannten klassischen und der sogenannten modernen Schule hineingestellt. Wie Karl Binding, als dessen Schüler er sich selber bezeichnete, verteidigte er in Wort und Schrift die Grundgedanken der klassischen Schule, was aus seiner Abhandlung Verbrechen und Strafe als reale Erscheinung besonders deutlich hervorgeht, und bekannte sich als wissenschaftlicher Gegner der schillernden Richtungen, die unter den Fittichen eines soziologischen Strafrechts Schutz suchen. Seit 1904 fungierte er auf Vorschlag Bindings als Mitherausgeber des „Gerichtssaales“, des führenden Publikationsorgans der klassischen Schule. In vielem folgte er auch sonst den Anschauungen seines Lehrers. So machte er sich dessen Normentheorie grundsätzlich zu eigen. Andererseits lehnte er als reiner Determinist Bindings vermittelnden Standpunkt zur Willensfreiheit ab. Am bedeutendsten von seinen Werken sind die Lehrbücher über das österreichische 1891, 1894/1898 und das deutsche Strafrecht erschienen 1904. Mit ersteren hat er sich ein großes Verdienst um die österreichische Strafrechtswissenschaft erworben. Er trug Literatur des deutschen und österreichischen Strafrechts, ergänzt durch tschechische und polnische Werke, zusammen, so dass ein in Österreich einzigartiges Werk entstand. Darüber hinaus galt sein Interesse den Strafrechtsreformen, sowohl in Österreich als auch in Deutschland. Auf dem Gebiet des Strafrechts war er einer der ersten, der die Weimarer Verfassung einer eingehenden wissenschaftlichen Untersuchung unterzog.

## Schriften
- Mitherausgeber der Prager juristischen Vierteljahresschrift, 1890–1902
- Das österreichische Strafrecht, 1891
- Juristisch psychiatrische Grenzfragen, 1902–1914
- Grundrisse des österreichischen Rechts in Einzeldarstellungen, seit 1898
- Lehrbuch des deutschen Strafrechts, 2 Bände, 1904–1910
- Das Schuldproblem, 1907
- Das Problem der Strafzumessung, 1908
- Die Todesstrafe, 1912
- Der Krupp-Prozess, 1923